# La casa del sorriso
La casa del sorriso är en italiensk dramafilm från 1991 i regi av Marco Ferreri.

## Utmärkelser
Filmen vann Guldbjörnen för bästa film vid filmfestivalen i Berlin 1991.

## Roller (urval)
- Ingrid Thulin – Adelina
- Dado Ruspoli – Andrea
- Enzo Cannavale – Avvocato
- María Mercader – Elvira
- Lucia Vasini – Giovanna
- Francesca Antonelli – Rosy
- Elisabeth Kaza – Esmeralda